# Абес
Абес (фр. abaisse — «кірка») — загальна назва всіх видів тіста, використовуваних у кулінарії та кондитерстві для сприяння тепловій обробці продуктів, але які потім не використовують в їжу.
Сюди відносять тісто для запікання стегна (рос. окорок), дичини, кролятини, для герметизації кухонних судин (горщиків, казанків), тісто для піддонів тортів, саваренів, пудингів та інших солодких страв; абес використовують не тільки в західноєвропейських, а й у східній кухнях. Наприклад, казмаг під час виготовлення азербайджанських пловів.
Абеси є протилежністю до інших видів тіста, які використовують також для сприяння тепловій обробці основного продукту (риби, фаршу, фруктів), але з'їдають разом з виготовленою стравою. Ці види тіста мають загальну назву кляри, їх готують іншими способами.

## Особливості приготування
Абес для запікання (шинки, качок, великої дичини, зайців та кроликів) готують так: житнє борошно круто замішується на теплій воді, з додаванням невеликої кількості вершкового масла та солі (50 г олії на 3—3,5 л борошна та 1 ч. ложку солі). Цим тістом обмазують окіст шаром 1 см, а дичину — шаром 0,4—0,5 см.
Абес для закупорювання отворів горщика (наносять на марлеву або бязеву пов'язку) готують з пшеничного борошна, на гарячій воді, зі звичайною для їстівного тіста кількістю масла, і присолюють крутіше, приблизно вдвічі; тісто роблять різної крутості залежно від характеру використання.